# Eimeria performans
Eimeria performans należy do królestwa protista, rodziny Eimeriidae, rodzaj Eimeria. Wywołuje u królików chorobę pasożytniczą – kokcydiozę. Eimeria performans pasożytuje w jelicie cienkim.
Oocysty pojawiają się w kale po 5 dniach.